# Stenogobius ophthalmoporus
 Stenogobius ophthalmoporus és una espècie de peix de la família dels gòbids i de l'ordre dels perciformes.

## Morfologia
- Els mascles poden assolir 14,2 cm de longitud total.[4][5]

## Hàbitat
És un peix de clima tropical i demersal.

## Distribució geogràfica
Es troba al Japó, Taiwan, el Vietnam, les Filipines i Indonèsia.

## Observacions
És inofensiu per als humans.